# Atsuki Itō
Atsuki Itō (japanisch 伊藤 敦樹 Itō Atsuki; * 11. August 1998 in Urawa-ku, Präfektur Saitama) ist ein japanischer Fußballspieler.

## Karriere
Atsuki Itō erlernte das Fußballspielen in der Jugendmannschaft der Urawa Red Diamonds sowie in der Universitätsmannschaft der Ryūtsū-Keizai-Universität. Von Juni 2020 bis Saisonende wurde er an seinen Jugendverein, die Urawa Red Diamonds, ausgeliehen. Der Verein aus Urawa-ku spielte in der höchsten japanischen Liga, der J1 League. Nach der Ausleihe wurde er im Februar 2021 von dem Erstligisten fest unter Vertrag genommen. Sein Erstligadebüt gab Atsuki Itō am 27. Februar 2021 im Heimspiel gegen den FC Tokyo. Hier stand er in der Startformation und spielte die kompletten 90 Minuten.  Am 19. Dezember 2021 stand er mit dem Klub im Endspiel des Kaiserpokals, dass man mit 2:1 gegen Ōita Trinita gewann. 2022 gewann er mit den Urawa Red Diamonds den japanischen Supercup. Das Spiel gegen den Meister von 2021, Kawasaki Frontale, gewann man am 12. Februar durch zwei Tore von Ataru Esaka mit 2:0. Am 4. November 2023 stand er mit den Urawa Reds im Finale des Ligapokals. Hier verlor man gegen den Erstligisten Avispa Fukuoka mit 2:1. Nach insgesamt 121 Ligaspielen, in denen er zwölf Treffer erzielte, wechselte er Mitte August 2024 in die belgische Division 1A, wo er sich KAA Gent anschloss.
Hier bestritt er 35 von 37 möglichen Ligaspielen, in denen er zwei Tore erzielte, zwei Pokalspiele und neun Spiele im Europapokal.

## Erfolge
Urawa Red Diamonds
- Japanischer Pokalsieger: 2021
- Japanischer Supercup-Sieger: 2022
- Japanischer Ligapokalfinalist: 2023